# Música taoista
O termo música taoísta se refere àquela que tem grande importância nas cerimônias taoístas. Esta relevância se demonstra observando como as crenças principais se refletem através dos elementos da música, tais como harmonia, instrumentação e ritmo.
A expressão das crenças espirituais por meio da música permite aos seguidores do Taoísmo aprimorar seu caminho à compreensão.

## Música nas cerimônias
As recitações de manhã e à tarde são atividades religiosas diárias nos templos taoístas.
Esta tradição de recitação, que teria se originado durante a Dinastia Jin (1115-1234), quando Wang Chongyang, patriarca da Tradição da Perfeição Completa, fundou o sistema do templo taoísta, possui uma história de cerca de 800 anos.
À hora do Romper da Quietude, às 5 da manhã de todos os dias, os habitantes taoístas do Templo se levantam para limpar o pátio e as salas. Depois de se lavarem e desjejuarem, eles se congregam no Salão e recitam as escrituras matinais no Altar.
Ao entardecer, após o jantar, ao ouvir a primeira chamada do tambor para ir ao altar, vestem-se formalmente para recitar novamente as escrituras no Salão. Isto se sucede todos os dias do ano, e a música é tocada durante a recitação matinal.

### Exemplos
- A Melodia Pura e Clara: executada com o propósito de purificar a mente na preparação para o cultivo.
- O Voo da Grua Branca: todos os taoístas que alcançam o reino da imortalidade ascendem aos céus em uma grua. Esta composição expressa a transcendência da liberdade taoísta.
- Canção do Arrependimento: embora o homem que viva no mundo inevitavelmente cometa erros, é importante que ele os reconheça e corrija. Somente quando os homens se tratam com a virtude é que realizam a grande harmonia.
- As Cinco Oferendas: esta composição descreve a oferenda de incenso e as atividades de adoração às deidades.